# Mezőgazdasági építészet
A mezőgazdasági építészet az építészetnek egyik ága, amely alá a mezőgazdasággal összefüggő épületek és építmények tartoznak.

## Jellemzői
Mezőgazdasági épületek már az ókortól épültek. Céljuk a mezőgazdaság két fő ága, a növénytermesztés és az állattenyésztés során felmerülő feladatok megkönnyítése. Néhány ilyen épület- és építménytípus: istálló, hodály, sertés/baromfi-ól, karám, állás, szénatartó-, kocsi- és faragószín, galambdúc, méhes, bognár/kádár/kovács stb. műhely, magtár, csűr (gabonapajta), dohánypajta (dohányszárító pajta), góré, gémeskút, kútház, szárnyék, mérlegház, kelence (zárt méheskert), egyszerűbb malmok (szélmalmok, vízimalmok). Ide tartozik a gabonatárolásra használt az úgynevezett kőlábú hombár, míg a normál hombár pusztán gabonatároló nagyobb ládát jelent. Létezek kőlábú kukoricagórék is.
Mezőgazdasági épületek elsősorban a falvakban, illetve azok köré épültek, ugyanakkor nem tekinthetők mezőgazdasági épületeknek a falvak lakóházai (ahogy a csárdák, posták, faluházak, templomok, temetőkápolnák sem ide tartoznak). A lakóház és az ól egybeépült változata az óltanya.
A falvak határában elhelyezkedő mezőgazdasági épületeket Magyarországon külsőségeknek nevezik. Ilyen voltak például a (külterületi) ólak, pásztorszállások, esztenák, kunyhók, kerekes kunyhók (bódék, kalibák), présházak. Külterületi épületek mellett építmények is létesültek, így enyhelyek, cserények. A külterületi mezőgazdasági épületek és építmények gazdasági egységei időként tartozéktelepülésekké, tanyákká alakultak át. Földalatti építménynek számíthatók az (önálló, lyuk-) pincék, pinceházak, és a gabonatároló vermek.
Tágabb értelemben a mezőgazdasági építészethez sorolható a nem szántóföldi mezőgazdaság (pl. kertészet, vadászat, erdészet, halászat, méhészet stb.) speciális épületállománya is (pl. erdész/vadászházak, magaslesek). A mezőgazdasághoz is kapcsolódik, azonban inkább az élelmiszeripari építészethez szokták kapcsolni a mezőgazdasági terményeket feldolgozó létesítmények építészetét, így a nagyobb gőzmalmok, olajütők, szeszgyárak, hallisztgyárak, ecetgyárak, sajtgyárak, tejcsarnokok, silók, zabsilók stb. épületeit, építményeit.
Az ipari építészethez tartoznak a falusi háziparral, kismesterségekkel kapcsolatos épületek is (pl. mészégető boksák, lőpormalmok, üveghuták stb.).
A Magyar Mezőgazdasági Múzeum az 1980-as években számos fényképpel dokumentálta a magyarországi mezőgazdasági építészet kiemelkedő alkotásait. Az elkészült fényképeket az Agrártörténeti Műemlékek Gyűjteményében őrzik.

## Képtár

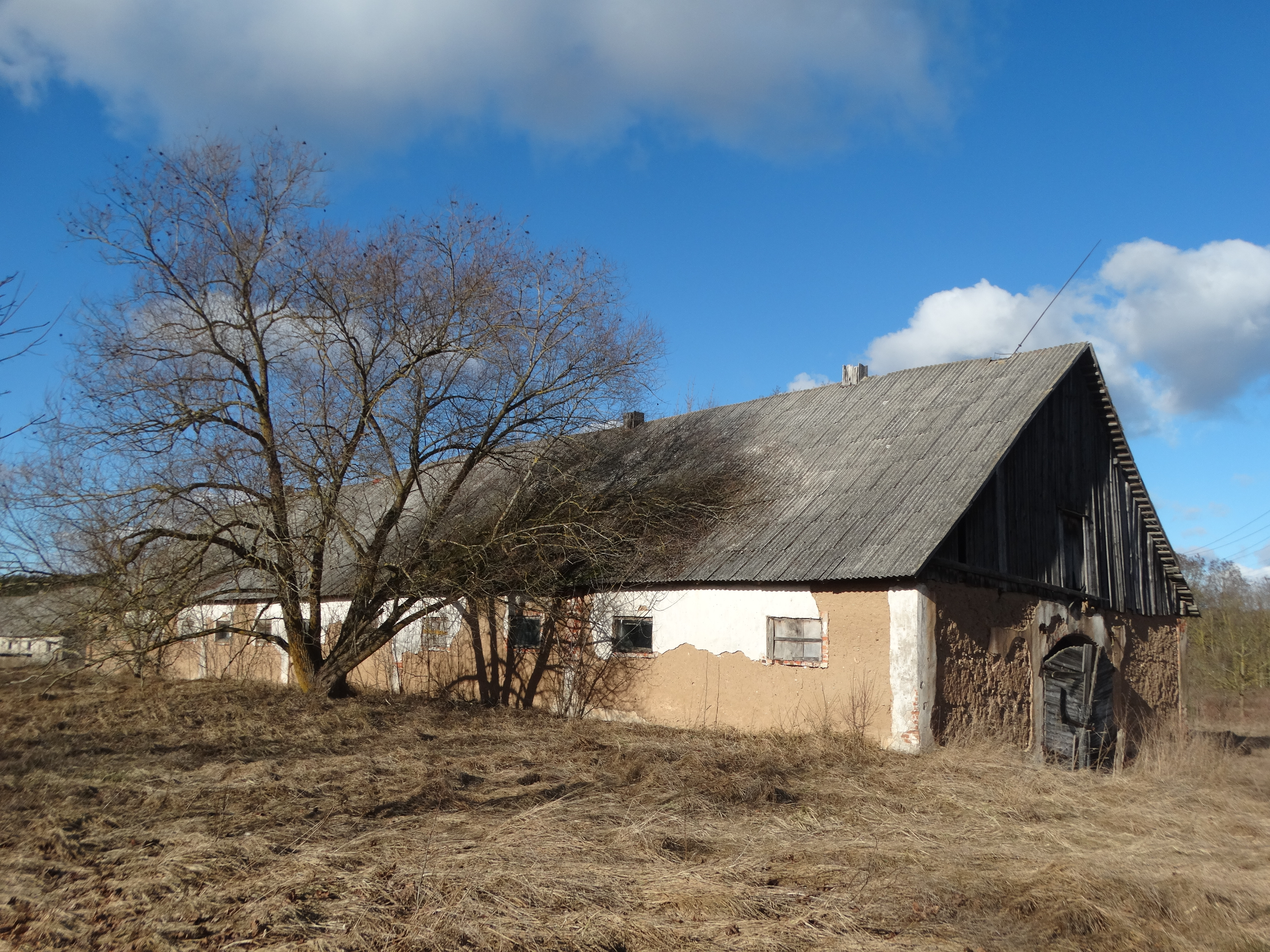
Istálló (Lekėčiai, Litvánia)
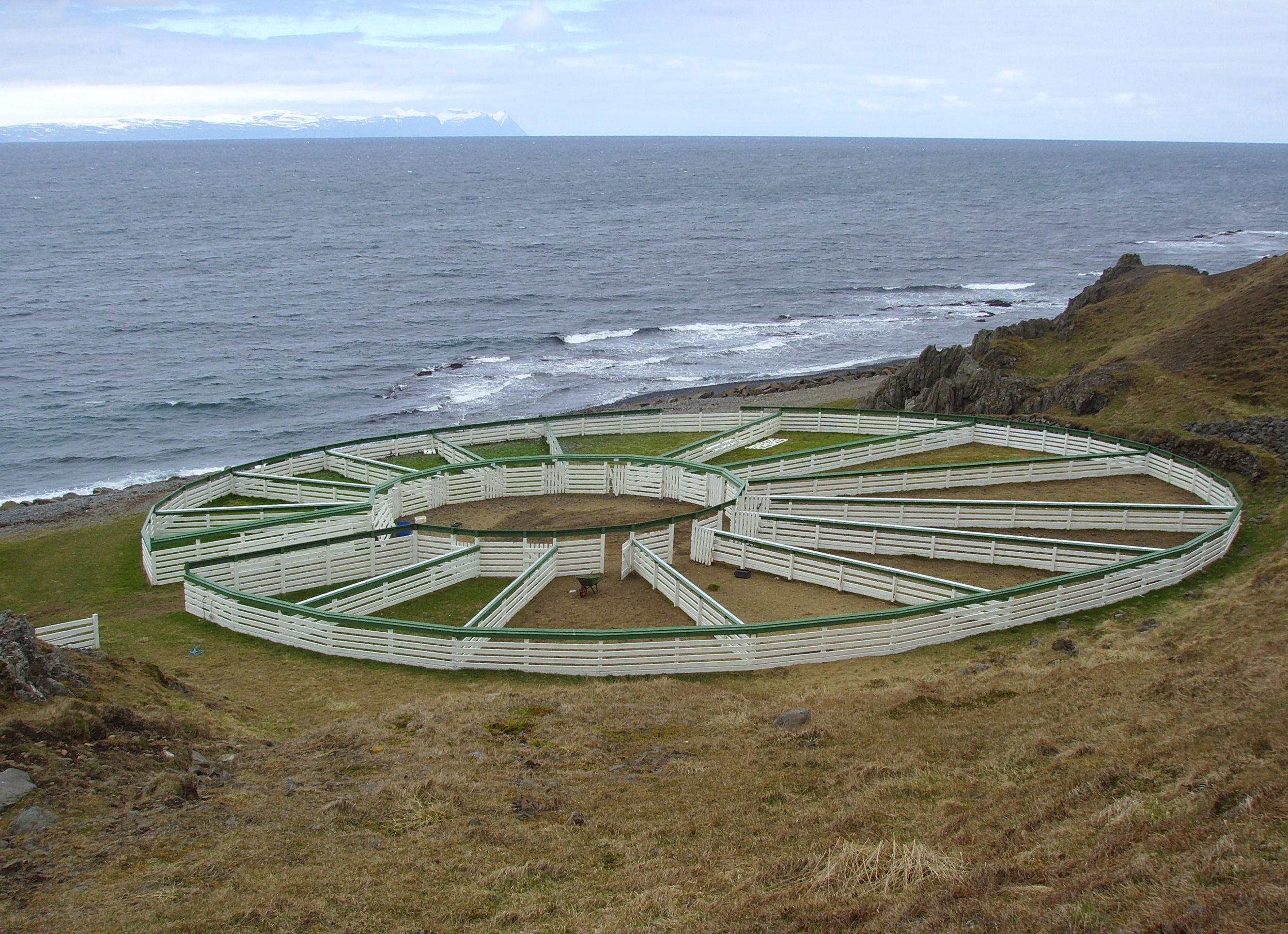
Juh karám (Vatnsnes, Izland)
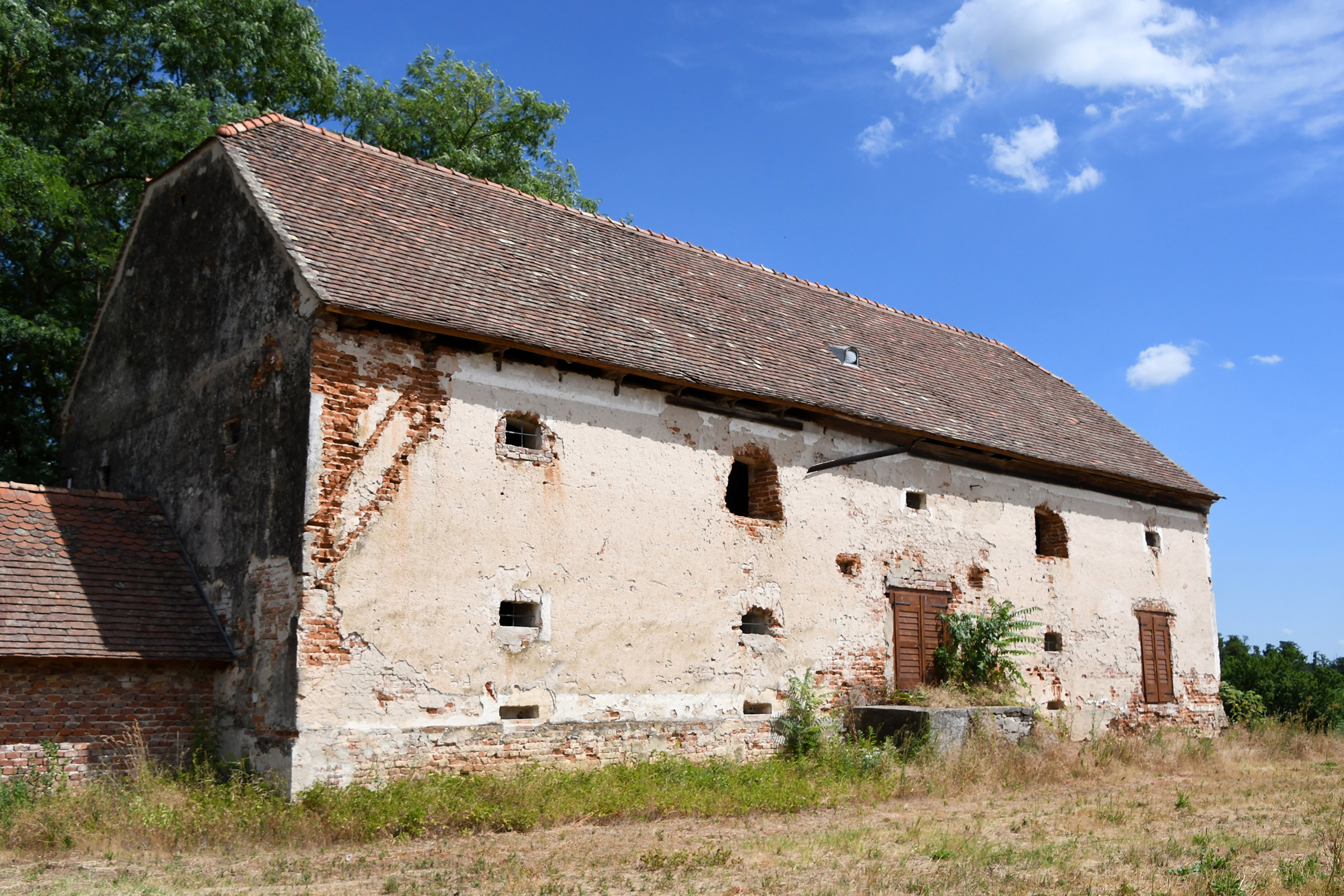
Magtár (Mike, Magyarország)
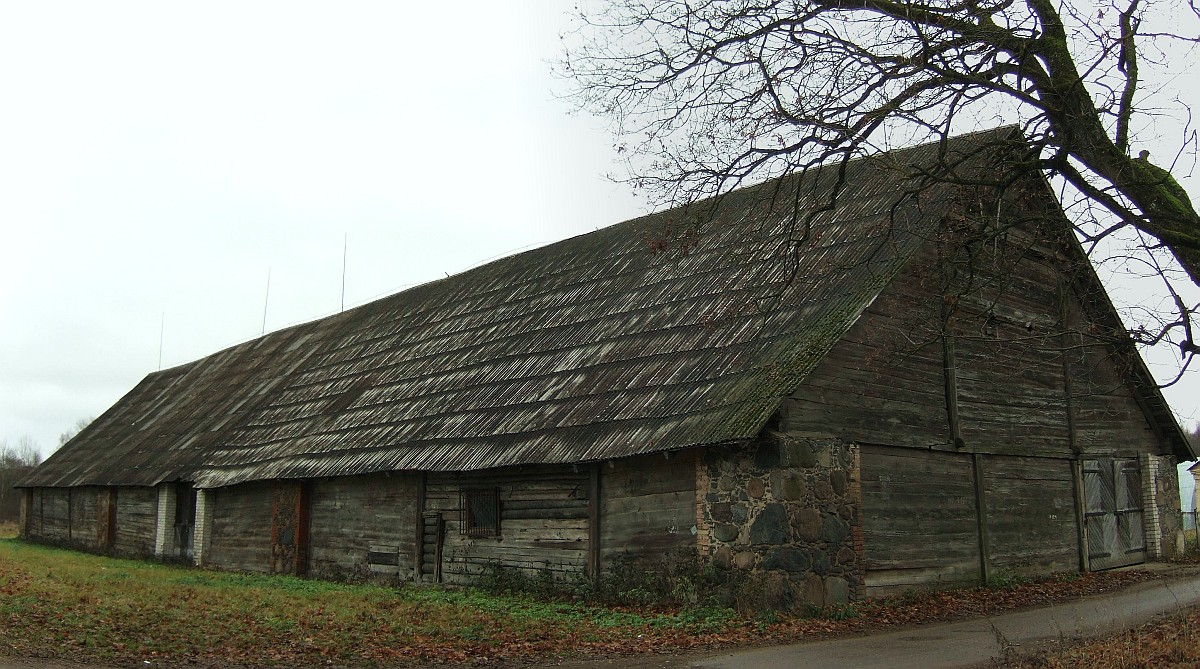
Pajta (Baltoji Vokė, Litvánia)
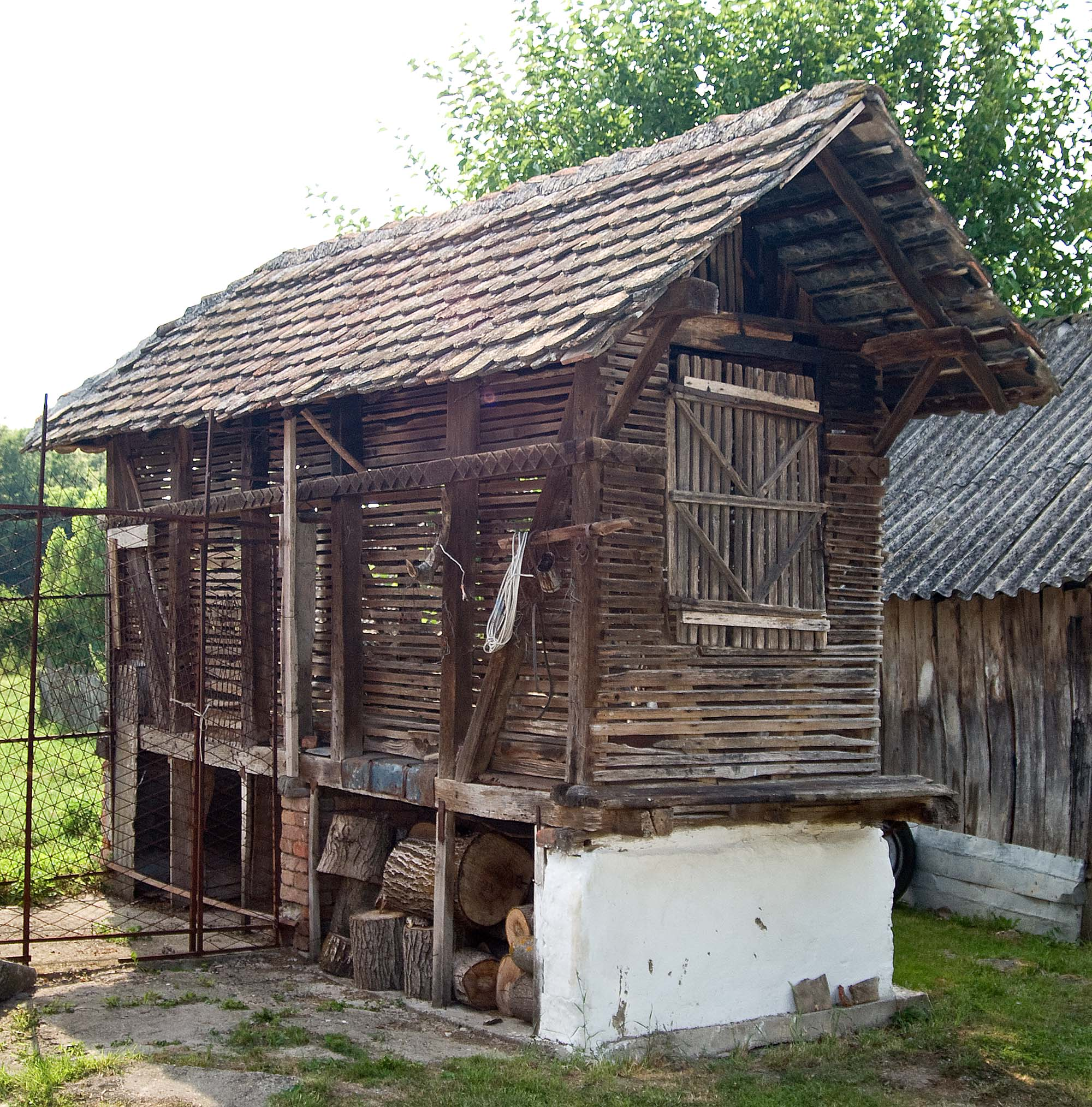
Góré (Brgule, Szerbia)
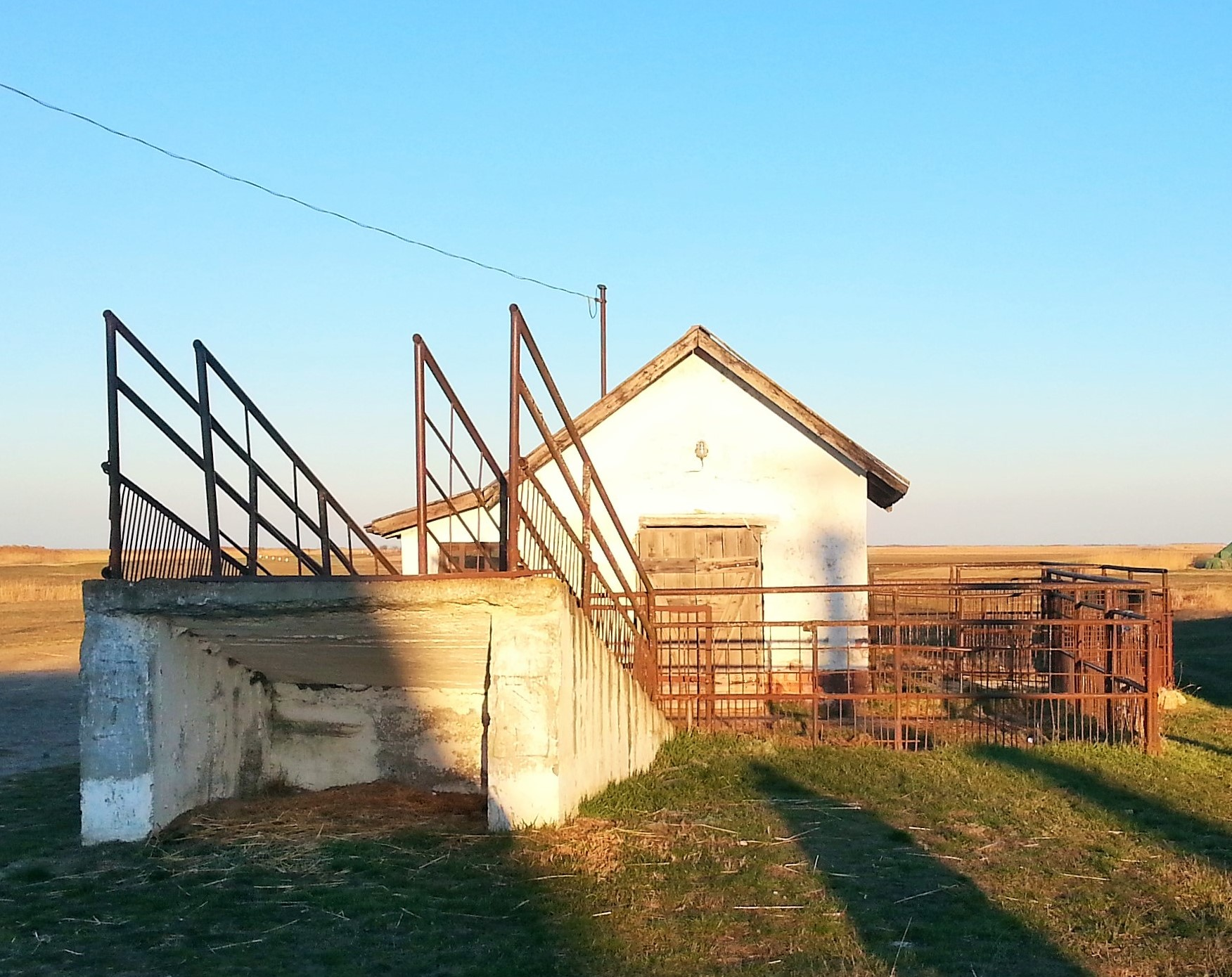
Mérlegház (Nagyiván, Magyarország)
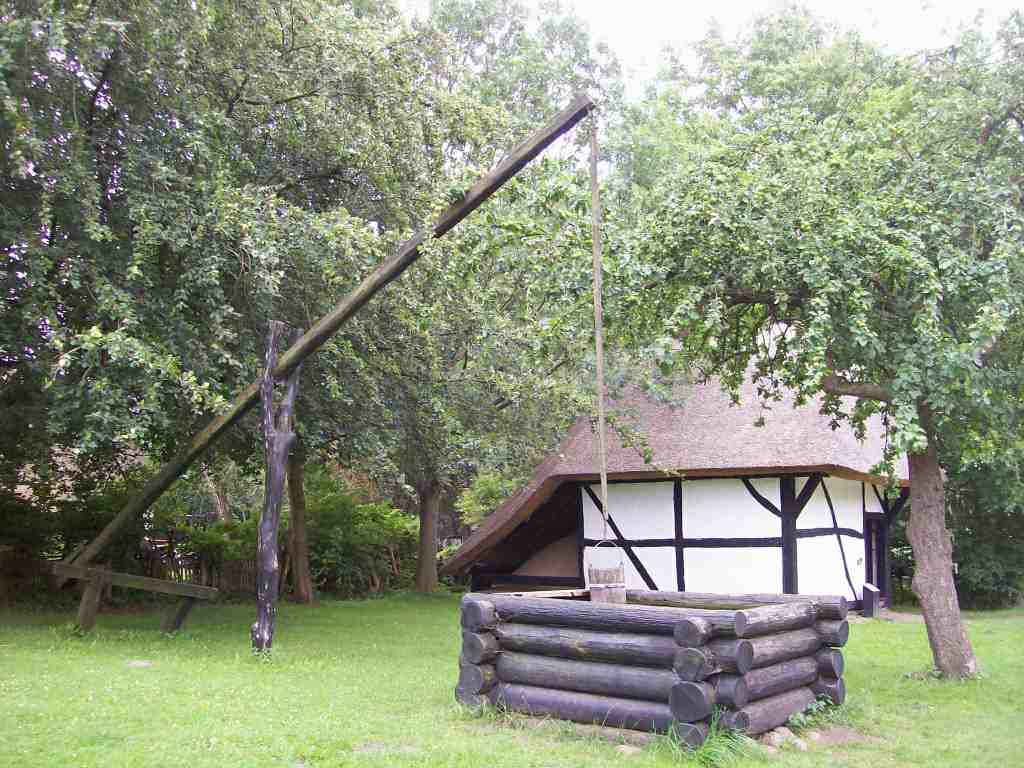
Gémeskút (Klockenhagen, Németország)
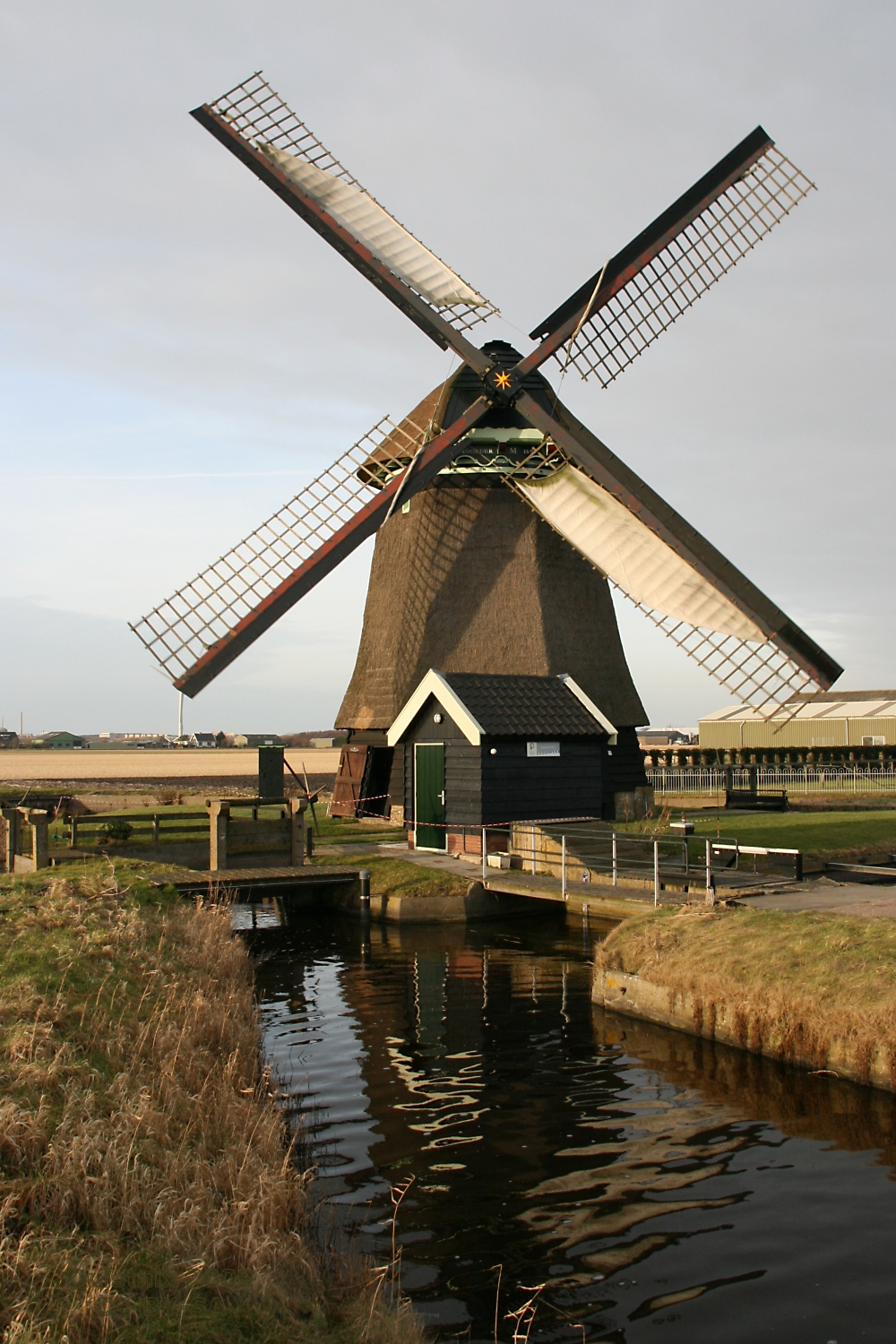
Szélmalom (Sint Maartensvlotbrug, Hollandia)
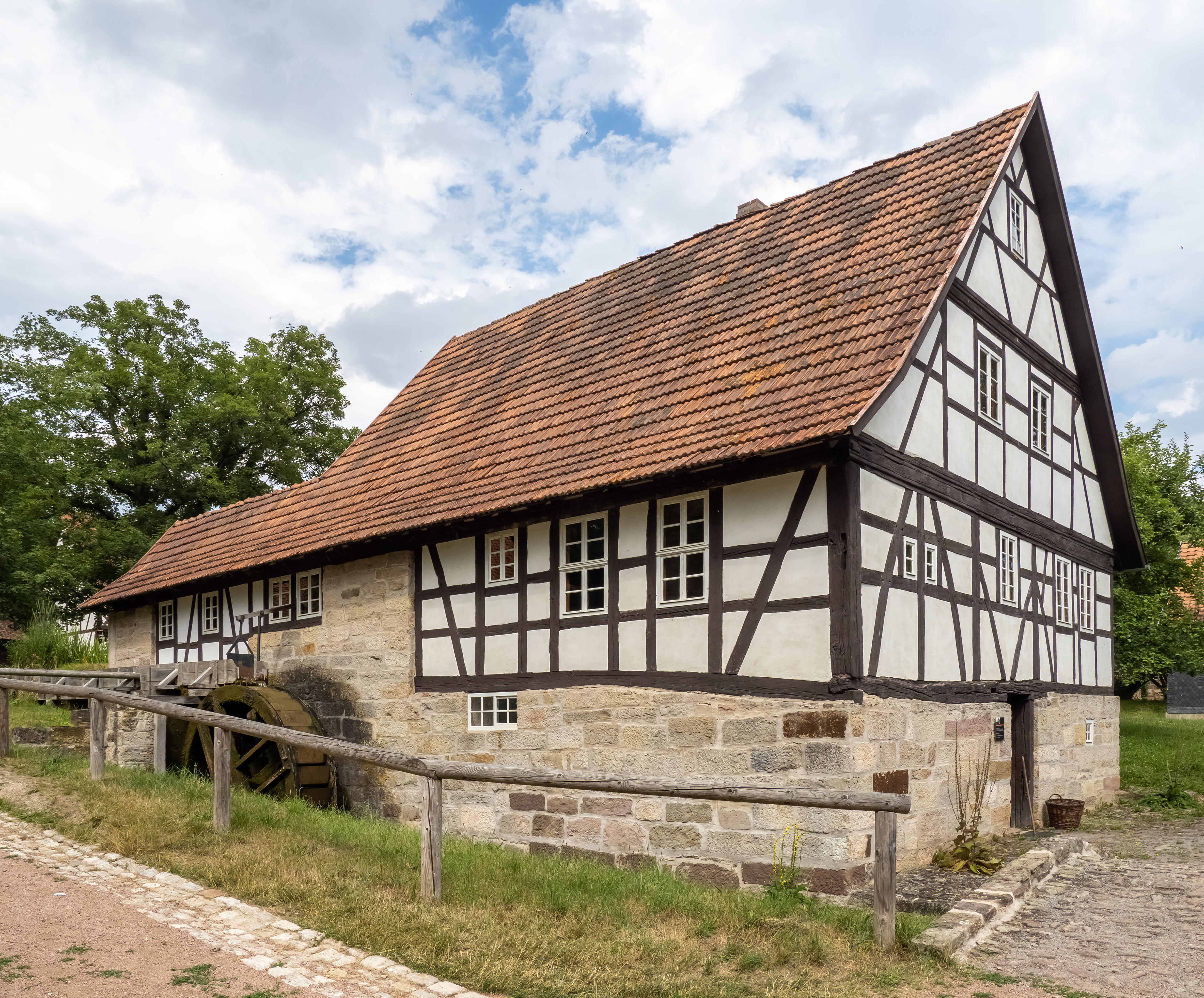
Vízimalom (Kloster Veßra, Németország)
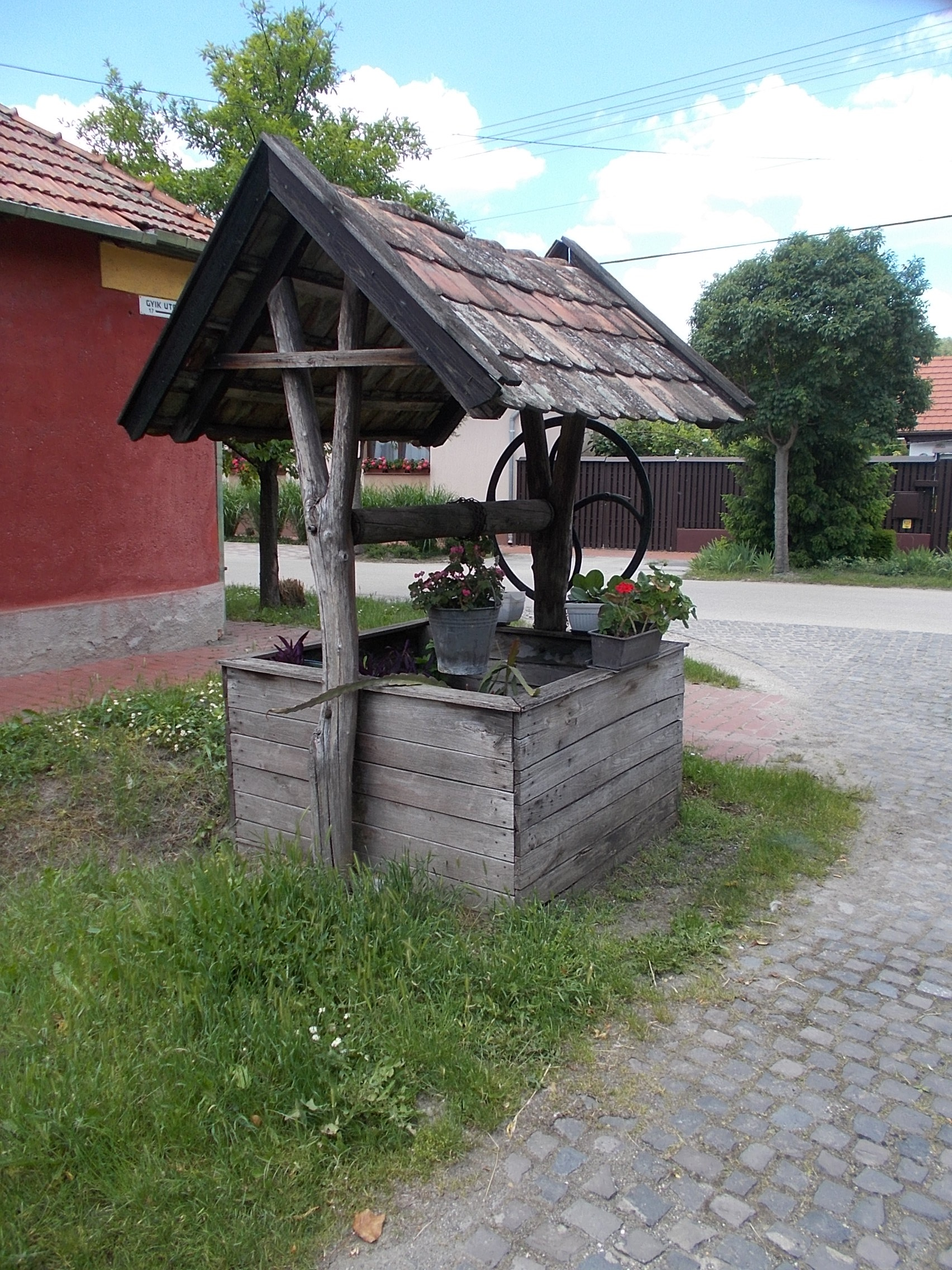
Kútház (Csongrád, Magyarország)
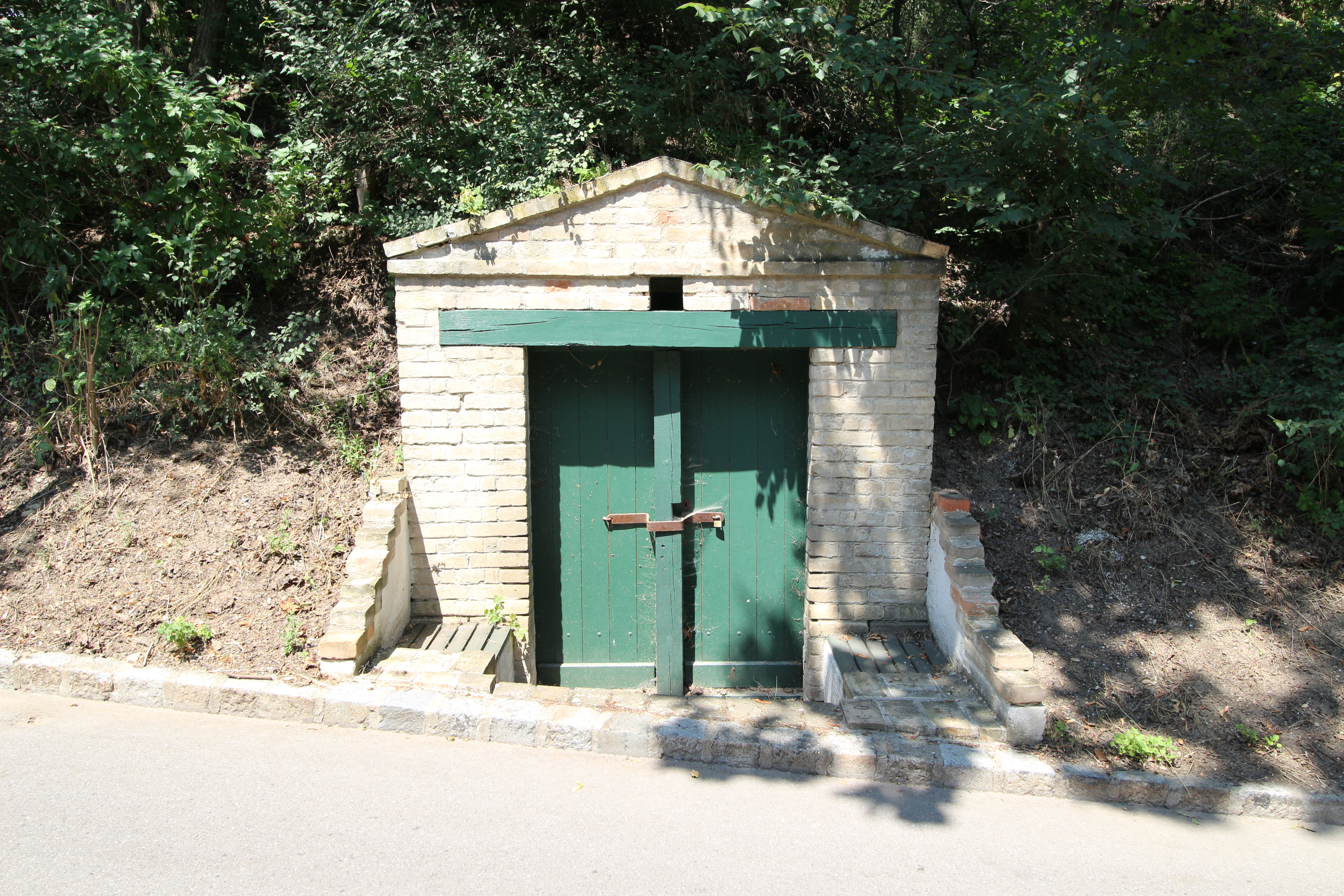
Borospince (Gänserndorf, Ausztria)

## Egyéb irodalom (időrendben)
- Rerrich Béla: Modern gazdasági épületek. Baromfiházak, Pátria Irodalmi Vállalat és Nyomdai Rt., Budapest, 1917 (Különlenyomat az Építő Iparból)
- Kotsis Endre: Gazdasági épületek. Tervgyüjtemény a magyar mezőgazdasági építészet köréből, "Pátria" Irodalmi Vállalat és Nyomdai R.T., Budapest, 1929
- Miskolczy László – Vargha László: A Nagykunság vidék népének építészete, Budapest, 1943
- Kotsis Endre: Mezőgazdasági építészet, Mezőgazdasági Kiadó, Budapest, 1954
- Pongrácz Pál: Régi malomépítészet, Műszaki Könyvkiadó, Budapest, 1967
- Tomory László: Mezőgazdasági építészet, Műszaki Könyvkiadó, Budapest, 1978, ISBN 963-230-431-4 (több kiadásban)
- Reischl Gábor: Mezőgazdaság és építészet, TERC kft., Budapest, 2010, ISBN 978 963 9968 02 8